# Orfelia manaosensis
Orfelia manaosensis är en tvåvingeart som beskrevs av Lane 1961. Orfelia manaosensis ingår i släktet Orfelia och familjen platthornsmyggor. Inga underarter finns listade i Catalogue of Life.